# Tachygyna exilis
Tachygyna exilis är en spindelart som beskrevs av Alfred Frank Millidge 1984. Tachygyna exilis ingår i släktet Tachygyna och familjen täckvävarspindlar. Inga underarter finns listade i Catalogue of Life.